# Aulopidae

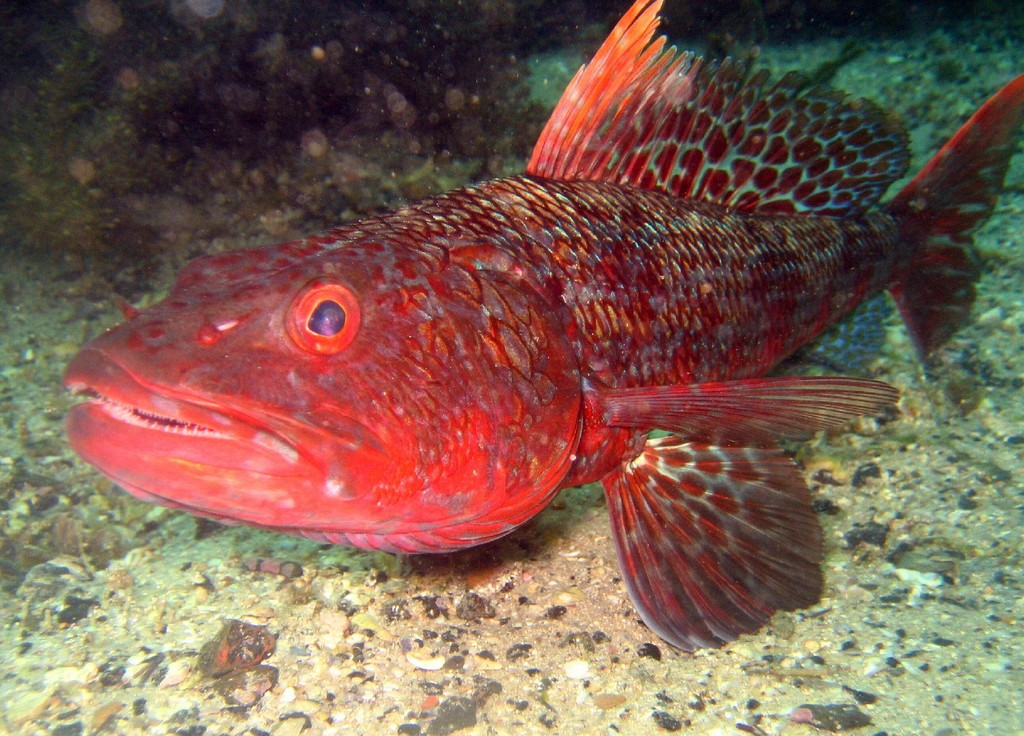
Latropiscis purpurissatus

Gli Aulopidae sono una famiglia di pesci ossei marini appartenenti all'ordine Aulopiformes.

## Distribuzione e habitat
Vivono in tutti i mari caldi e temperati caldi. Nel mar Mediterraneo è presente una sola specie, Aulopus filamentosus.
Si tratta di specie demersali che spesso vivono piuttosto in profondità.

## Descrizione
Sono slanciati, con bocca (armata di numerosi piccoli denti) ed occhi piuttosto grandi. La pinna dorsale è ampia e lunga ed è seguita da una piccola pinna adiposa. Le pinne ventrali sono poste piuttosto indietro, la pinna caudale è biloba. I fotofori sono assenti.
Latropiscis purpurissatus è la specie più grande, raggiunge i 60 cm. Tra le forme estinte, è notevole Nematonotus del Cretaceo del Libano.

## Biologia
Nota solo in maniera incompleta. Si nutrono di pesci e invertebrati.

## Pesca
Alcune specie extraeuropee hanno una certa importanza per la pesca professionale.

## Specie
- Genere Aulopus
  - Aulopus bajacali
  - Aulopus cadenati
  - Aulopus diactithrix
  - Aulopus filamentosus
- Genere Hime
  - Hime curtirostris
  - Hime damasi
  - Hime formosana
  - Hime japonica
  - Hime microps
- Genere Latropiscis
  - Latropiscis purpurissatus